# Shrek (juh)
Shrek (kb. 1994 – 2011. június 6.) egy merinó ürü (kasztrált juh) volt, amely az új-zélandi Tarrasshoz közel eső Bendigo Station nevű juhtenyésztő telephez tartozott, és 2004-ben vált világhírűvé, miután hat évig nem került elő, s így gyapját sem tudták levágni. A merinókat általában évente nyírják, de Shreknek sikerült barlangokban megbújnia, így elkerülve a mustrákat. Nevét az azonos című animációs film alapján kapta.
Miután 2004. április 15-én újra elfogták, egy szakember április 28-án 20 perc alatt megnyírta, s az eseményt az új-zélandi nemzeti televízió is közvetítette. Bundája 27 kilogrammnyi gyapjút adott, amely húsz férfiöltöny elkészítéséhez elegendő — míg az átlagos merinó gyapja 4,5 kg-ot nyom, s csak kivételes esetekben éri el a 15 kg-ot.
Shrek nemzeti ikonná vált. 2004 májusában még Új-Zéland miniszterelnökével, Helen Clarkkal is találkozott a parlamentben. Tizedik születésnapjának megünneplésére, 30 hónappal az első nyírás után, Shreket ismét megnyírták, egy a Dunedin partjánál úszó jéghegyen.
Életkorából adódó betegségei miatt Shreket végül 2011. június 6-án, egy állatorvos tanácsára elaltatták. Élete során Shrek több mint 150 ezer dolláros jótékonysági bevételre tett szert, melyet halálos betegségekkel kapcsolatos kutatásokra fordítanak.

## Fordítás
- Ez a szócikk részben vagy egészben  a   Shrek (sheep) című angol Wikipédia-szócikk fordításán alapul.  Az eredeti cikk szerkesztőit annak laptörténete sorolja fel. Ez a jelzés csupán a megfogalmazás eredetét és a szerzői jogokat jelzi, nem szolgál a cikkben szereplő információk forrásmegjelöléseként.